# Aspilia pluriseta
Aspilia pluriseta là một loài thực vật có hoa trong họ Cúc. Loài này được Schweinf. mô tả khoa học đầu tiên.